# العشة (كحلان عفار)

تعديل مصدري - تعديل

العشة هي إحدى قرى عزلة عفار بمديرية كحلان عفار التابعة لمحافظة حجة، بلغ تعداد سكانها 291 نسمة حسب تعداد اليمن لعام 2004.